# Marathyssa cyanolopha
Marathyssa cyanolopha là một loài bướm đêm trong họ Noctuidae.